# Government Offices Great George Street
Las oficinas gubernamentales de Great George Street (Government Offices Great George Street en inglés) son un edificio de dependencias gubernamentales del Reino Unido situado en Westminster entre Horse Guards Road, Great George Street, Parliament Street, King Charles Street y Parliament Square. El extremo occidental del edificio, en Horse Guards Road, se conoce como 1 Horse Guards Road, 1HGR. El final de Parliament Street se conoce como 100 Parliament Street.

## Historia
Fue diseñado por John Brydon luego de una competencia en 1898. La construcción se llevó a cabo en dos fases: la parte este se completó en 1908 y la parte oeste se completó en 1917. Originalmente fue construido como dependencias para la Junta de Educación, la Junta de Gobierno Local y la Oficina del Ministerio de Obras local; HM Treasury se mudó al edificio en 1940.
En el año 2000, se remodeló importante en el marco de un contrato de Iniciativa de Financiamiento Privado. Las obras, que fueron diseñadas por Foster and Partners junto con Feilden y Mawson y realizadas por Bovis Lend Lease a un costo de 140 millones de libras, se completaron en 2002. La remodelación de 1 Horse Guards Road agregó espacio de piso que permitió que todo el personal del Tesoro se alojara en el mismo edificio por primera vez en unos 50 años.
A finales de 2004, HM Revenue and Customs se trasladó a 100 Parliament Street desde Somerset House. En 2013, la Oficina de Irlanda del Norte y el Departamento de Cultura, Medios y Deportes se mudaron a 1 Horse Guards Road y 100 Parliament Street, respectivamente.

## Descripción
El extremo occidental, en Horse Guards Road, se conoce como 1 Horse Guards Road,1HGR', y está ocupado por HM Treasury, UK Export Finance, Government Internal Audit Agency, Office of the Leader of the House of Commons, Office of el líder de la Cámara de los Lores y partes de la Oficina del Gabinete.
La sede de HM Revenue and Customs y el Departamento de Cultura ocupan el extremo de Parliament Street, denominado 100 Parliament Street, 100PS.
El sótano alberga los Churchill War Rooms, una rama del Imperial War Museum. Los funcionarios que trabajan en el edificio tienen derecho a visitar las Salas de Guerra de forma gratuita.
Está catalogado como Grado II en la Lista del Patrimonio Nacional de Inglaterra, lo que significa que es de "interés excepcional y de importancia sobresaliente".  Fue descrito por la Sociedad Victoriana como uno de los primeros monumentos del renacimiento barroco eduardiano.

## Cultura popular
En la serie de televisión Spooks se usa una toma aérea del edificio para acompañar un subtítulo que lo representa como el Ministerio del Interior, por lo que sirve como sustituto para que coincida con la apariencia claramente de época de los interiores ficticios del alojamiento del Ministerio del Interior que usa la serie, en lugar de que la mucho más moderna sede real del Ministerio del Interior en 2 Marsham Street.
El personaje de James Bond se ve en un patio de GOGGS en la película Spectre. El edificio sirve como sede del MI6 después de un ataque terrorista en el edificio SIS en Skyfall.
El patio circular central de GOGGS y el exterior de King Charles Street se utilizaron como inicio de una carrera callejera en Londres en Fast & Furious 6.
La fachada de GOGGS King Charles Street y el patio circular central se usaron en Darkest Hour mostrando al personaje Elizabeth Layton entrando a War Rooms por primera vez. Más adelante en la película, GOGGS se muestra en una toma aérea.